# Polonium
Polonium is een scheikundig element met symbool Po en atoomnummer 84. Het is een zilvergrijs metalloïde.

## Ontdekking
Het element werd in 1898 ontdekt door Marie Curie. Zij onderzocht de radioactiviteit van pekblende. Nadat Curie het radioactieve uranium en thorium van het monster had afgescheiden, kwam ze tot de vaststelling dat het overblijvende materiaal nog steeds radioactief was. Dit was een indicatie voor Curie dat er zich nog andere radioactieve elementen in bevonden. Daarop scheidde ze eerst polonium af en later ook radium.
Marie Curie noemde het element naar haar geliefde, onderdrukte vaderland Polen. Achteraf heeft ze het betreurd dat polonium vrijwel niet werd toegepast, in tegenstelling tot radium.

## Eigenschappen
Polonium is een vrij vluchtige metallieke geleider. Het is uiterst radioactief: het zendt alfastraling uit en heeft een halveringstijd van 138 dagen. Een milligram polonium-210 (210Po) zendt evenveel alfastraling uit als 5 gram radium. Dat maakt vooral 210Po – de meest voorkomende isotoop van polonium – een gevaarlijk materiaal. Polonium-210 geeft veel hitte af omdat de alfastraling vlak bij of in de bron tot hitte dissipeert. Dit levert besmettingsgevaar op. Een hoeveelheid van 0,5 g zuiver 210Po bereikt al gauw een temperatuur van 750 K. Een gram 210Po produceert aanvankelijk 140 watt warmte-energie.

## Toepassingen
Legeringen van polonium met beryllium worden wel toegepast als verplaatsbare neutronenbron: als een alfadeeltje een berylliumkern treft wordt een neutron uitgestoten. Neutronen zijn anders eigenlijk alleen bij een kernreactie beschikbaar. De alfastraling die bij verval van polonium vrijkomt wordt wel gebruikt als een antistatisch middel omdat het in een kleine zone rond de bron tot ionisatie van de lucht leidt. Omdat de alfastraling gemakkelijk wordt geblokkeerd door vrijwel ieder wandmateriaal, komt alle energie van de stralingsbron als hitte rond deze bron vrij. Men heeft dit wel voorgesteld als draagbare energiebron in de ruimtevaart. Het probleem is natuurlijk dat bij ongelukken het polonium vrij zou kunnen komen. Opname in het lichaam is bijzonder gevaarlijk voor de gezondheid.

## Poloniumchemie
Hoewel polonium een chalcogeen is, zijn de eigenschappen een kruising tussen die van bismut en telluur. Het element lost gemakkelijk op in verdund zuur maar nauwelijks in base en het gedraagt zich meer als een zwaar metaal dan als een niet-metaal. De oxidatietoestanden komen wel grotendeels overeen met de andere chalcogenen (-2, 0, +2, +4, +6).

## Verschijning
Het is een zeldzaam metaal, dat voorkomt als vervalproduct in uraniumhoudende ertsen zoals pekblende of monaziet, en is beduidend zeldzamer dan radium (slechts 0,2% van het radiumgehalte). 209Po kan door het bombarderen van 209Bi met neutronen op milligramschaal vervaardigd worden in een kernreactor. Het chemisch scheiden van polonium van het resterende bismut is niet ingewikkeld.

## Isotopen
| Iso   | RA (%) | Halveringstijd | VV | VE (MeV) | VP    |
| ----- | ------ | -------------- | -- | -------- | ----- |
| 208Po | syn    | 2,898 j        | α  | 5,215    | 204Pb |
| 209Po | syn    | 124 +- 3 j     | α  | 4,979    | 205Pb |
| 210Po | syn    | 138,376 d      | α  | 5,407    | 206Pb |

Van polonium zijn geen stabiele isotopen bekend. De enige voorkomende isotopen zijn radioactief en hebben halveringstijden van een paar honderd microseconden tot ruim 124 jaar.

## Toxicologie
Polonium is na opname in het lichaam door zijn intensieve alfastraling uitzonderlijk gevaarlijk voor de gezondheid maar wordt gemist door de klassieke geigerteller. De toegestane dosis is niet meer dan 0,03 μCi (= 1110 becquerel) ofwel 6,8 picogram. De LD50 bij opname door de mond zou ongeveer 50 nanogram zijn. Dat maakt deze stof ongeveer 70 000 maal zo toxisch als blauwzuur (HCN). Het is een met chemische methoden nagenoeg ondetecteerbaar vergif, tenzij men aan de mogelijkheid van stralingsziekte denkt en de straling in lichaamsvloeistoffen gaat meten. Aan de andere kant is het ook zodanig lastig te verkrijgen dat als het wordt ontdekt onmiddellijk vermoedens zullen rijzen waar men de dader moet zoeken – in staatsorganisaties of nucleaire installaties. De markt voor dit soort stoffen wordt zeer nauwkeurig gecontroleerd.

### Gevallen van (vermeende) poloniumvergiftiging
- Aleksandr Litvinenko, voormalig geheim agent van de KGB en criticus van de Russische regering-Poetin, werd vermoedelijk vermoord met polonium-210, zo meldden Britse toxicologen op 24 november 2006, de dag na zijn overlijden.[3]
- Mario Scaramella, een Italiaanse kennis van Alexander Litvinenko, beweerde vijf keer de dodelijke dosis van de radioactieve en dodelijke stof polonium-210 in zijn lichaam te hebben. Bovendien zou ook hij op de Russische dodenlijst staan. Critici houden hem voor een leugenaar.[4]
- Yasser Arafat (1929–2004), leider van de PLO, is wellicht vergiftigd door polonium-210. De PLO gaf in 2012 toestemming om zijn lichaam te laten opgraven en te onderzoeken door een groep Franse, Russische en Zwitserse deskundigen. Op 14 oktober 2013 meldde het dagblad De Telegraaf dat de onderzoekers in Lausanne "onverklaarbare en hoge niveaus van de stof (polonium) hadden aangetroffen" en dat zou de opzettelijke vergiftiging van Yasser Arafat bevestigen. De resultaten zijn gepubliceerd in het medisch tijdschrift The Lancet. Een dag later stelden Russische wetenschappers dat zij geen polonium in het stoffelijk overschot hadden aangetroffen.[5]

## Trivia
- Polonium-210 komt ook voor in tabak en in sigarettenrook. De sigarettenindustrie ontdekte dit al tientallen jaren geleden en probeerde op verschillende manieren het polonium te verwijderen, maar is daar nooit in geslaagd.[6][7] De alfastraling veroorzaakt longschade.